# Ernesta Oltremonti
Ernesta Oltremonti (Venezia, 19 gennaio 1899 – Roma, 16 giugno 1982) è stata una pittrice italiana.

## Biografia
Frequentò la Regia Accademia di Belle Arti di Venezia, compiendo un percorso formativo assai particolare, durante gli anni della Grande guerra inframmezza anni di studio nelle Regie Accademie di Belle Arti di Roma e Firenze. Nel 1920 conseguì il Diploma di abilitazione all'insegnamento alla Regia Accademia di Venezia.
Fu allieva di Emilio Notte. Nel 1922 partecipò alla Primaverile Fiorentina e nel 1924, a soli 25 anni, alla sua prima Biennale veneziana con il dipinto Adamo ed Eva, in seguito prese parte alle Biennali del 1926, 1928, 1930.
Negli anni 1922 e 1924 espose a Cà Pesaro, nel 1927 e 1930 alla Galleria Bevilacqua La Masa.
Soggiornò tre anni a Parigi esponendo nel 1929, 1930, 1931 al Salon d'Automne e in alcune gallerie parigine, ricevendo apprezzamenti lusinghieri dai critici d'arte del periodico parigino Comoedia e del Le Figaro'.
Si trasferì a Roma nel 1935 con la madre e due sorelle, espose alle Quadriennali romane del 1931, 1935, 1939. 
Visse fino alla morte a Roma insegnando Figura disegnata, prima all'Accademia poi al Liceo Artistico di via Ripetta,  inframmezzando alla vita romana brevi ma regolari soggiorni veneziani. 
Non risulta avere mai esposto alle mostre romane organizzate dall'Associazione fascista Artiste Laureate, né da altri sindacati fascisti degli artisti, molto attivi in quegli anni.
Recentemente le è stato rivolto un nuovo interesse in mostre dove sono apparsi alcuni suoi dipinti:
- Roma – 2002 Museo del Corso, La Famiglia nell'arte. Storia ed immagini nell'Italia del XX secolo, catalogo De Luca.
- Roma -  2012 Palazzo Venezia-  Di mano donnesca. Donne artiste dal XVI al XX secolo – Catalogo Andreina& Valneo Budai – Curatrice Consuelo Lollobrigida
- Mirano - 2014 Gabriella e le altre – Catalogo della Mostra Editrice Eidos – Curatrice Patrizia Castagnoli